# Myrtlewood
Myrtlewood – miasto w Stanach Zjednoczonych, w stanie Alabama, w hrabstwie Marengo. W roku 2023 miasto zamieszkiwało 69 osób, a gęstość zaludnienia wynosiła 10,3 osoby/km².